# Janne Kongshavn
Janne Kongshavn (* 30. Dezember 1983 in Haugesund) ist eine norwegische Beachvolleyballspielerin.

## Karriere
Kongshaven spielte ihre ersten internationalen Turniere 2006 in Stavanger und Warschau mit Sigrid Aasen. Anschließend bildete sie ein Duo mit Kristine Wiig. Bei der Weltmeisterschaft 2009 in Stavanger erreichte sie mit Kathrine Maaseide als Gruppenzweite die erste Hauptrunde und schied gegen die Niederländerinnen Marleen van Iersel und Sanne Keizer aus. Im nächsten Jahr trat sie zunächst mit Ingrid Tørlen an. Beim Grand Slam in Klagenfurt am Wörthersee hatte sie ihren ersten gemeinsamen Auftritt mit ihrer aktuellen Partnerin Ragnhild Aas. Im August 2011 spielten Kongshavn/Aas bei der Europameisterschaft in Kristiansand, sie kamen allerdings nicht über die Vorrunde hinaus.